# Sierra de la Torrecilla
Sierra de la Torrecilla este o arie protejată (sit de importanță comunitară — SCI) din Spania întinsă pe o suprafață de 3.557,34 ha, integral pe uscat.

## Localizare
Centrul sitului Sierra de la Torrecilla este situat la coordonatele 37°39′58″N 1°46′25″W / 37.6661°N 1.7736°V.

## Înființare
Situl Sierra de la Torrecilla a fost declarat sit de importanță comunitară în iulie 2000 pentru a proteja 37 de specii de animale.

## Biodiversitate
Situată în ecoregiunea mediteraneană, aria protejată conține 12 habitate naturale: Păduri de Quercus ilex și Quercus rotundifolia, Pajiști umede mediteraneene cu ierburi înalte de Molinio-Holoschoenion, Pseudostepă cu ierburi și specii anuale de Thero-Brachypodietea, Pajiști carstice calcaroase sau bazofile, de Alysso-Sedion albi, Vegetație gipsofilă iberică (Gypsophiletalia), Pășuni mediteraneene udate de apa mării (Juncetalia maritimi), Matorral arborescenți cu Juniperus spp., Galerii de Salix alba și de Populus alba, Tufărișuri termo-mediteraneene și de pre-deșert, Galerii și tufărișuri riverane sudice (Nerio-Tamaricetea și Securinegion tinctoriae), Lande oro-mediteraneene cu formațiuni endemice de grozamă, Pante stâncoase calcaroase cu vegetație casmofită.
La baza desemnării sitului se află mai multe specii protejate:
- păsări (36): uliu porumbar (Accipiter gentilis), fâsă-de-câmp (Anthus campestris), acvilă de munte (Aquila chrysaetos), buha (Bubo bubo), șorecarul comun (Buteo buteo), Caprimulgus ruficollis, șerpar (Circaetus gallicus), erete de stuf (Circus aeruginosus), erete vânăt (Circus cyaneus), erete cenușiu (Circus pygargus), porumbel gulerat (Columba palumbus), dumbrăveancă (Coracias garrulus), șoim călător (Falco peregrinus), cinteză (Fringilla coelebs), ciocârlan (Galerida cristata), Galerida theklae, vulturul pleșuv sur (Gyps fulvus), Hieraaetus fasciatus, forfecuță gălbuie (Loxia curvirostra), ciocârlie de pădure (Lullula arborea), ciocârlie de bărăgan (Melanocorypha calandra), prigoare (Merops apiaster), muscar sur (Muscicapa striata), pietrar mediteranean (Oenanthe hispanica), Oenanthe leucura, pietrar sur (Oenanthe oenanthe), ciuf-pitic (Otus scops), pițigoi de brădet (Parus ater), Pyrrhocorax pyrrhocorax, lăstun de mal (Riparia riparia), mărăcinar negru (Saxicola torquatus), turturică (Streptopelia turtur), silvie roșcată (Sylvia cantillans), Sylvia conspicillata, silvie de tufiș (Sylvia undata), pupăză (Upupa epops)
- reptile (1): Testudo graeca

Pe lângă speciile protejate, pe teritoriul sitului au mai fost identificate 18 specii de plante, 40 de specii de păsări, 2 specii de mamifere.